# Erez Tal
Erez Tal (født Erez Ben-Tulila den 27. juli 1961) er en israelsk tv-vært.

## Tidelige liv
Erez Ben-Tulila blev født i Tel Aviv, Israel, af jødiske forældre. Hans far Aharon Ben-Tulila immigrerede fra Algeriet, mens hans mor Edna er født i Israel. Hans familie har ændret deres efternavn til "Tal" (dug på hebraisk), da han var fire år gammel.

## Karriere
I 2008 var han vært på den israelske version af realityshowet, Big Brother, kaldt HaAh HaGadol.
Tal var en af de israelske kommentatorer (sammen med Idit Hershkowitz) for Eurovision Song Contest 2018s finale, som er den første gang landet leverede en TV-kommentator til Eurovision siden Daniel Pe'er i 1993.
Tal skal være vært for hovedbegivenheden af Eurovision Song Contest 2019 i Israel sammen med Bar Refaeli, mens Assi Azar og Lucy Ayoub skal være vært for Green Room.